# 道の駅たからべ
道の駅たからべ（みちのえき たからべ）は、鹿児島県曽於市財部町南俣にある鹿児島県道2号都城隼人線の道の駅である。
2010年に営業を休止して一時的に閉鎖されていたが、2011年4月17日にリニューアルオープンした。

## 施設
- 駐車場
  - 普通車：86台
  - 大型車：2台
  - 身障者用：2台
- トイレ（いずれも24時間利用可能）
  - 男：大 2器、小 3器
  - 女：4器
  - 身障者用：1器
- 公衆電話
- 公衆FAX
- きらら館（2011年4月17日営業再開。）
  - レストラン（11:00 - 16:00）
  - 特産物販売所

## 休館日
- 年中無休

## アクセス
- 鹿児島県道2号都城隼人線 - 登録路線
  - 鹿児島県道482号塚脇財部線
  - 鹿児島県道108号財部庄内安久線 
  - 鹿児島県道106号大倉田財部線
  - 鹿児島県道500号末吉財部線
- JR日豊本線 財部駅

## 周辺
- 曽於市役所財部支所
- 財部郵便局
- 大川原峡